# Третя священна війна
Третя священна війна, також Фокідська війна — війна 356 до н. е.—346 до н. е. між Дельфійською Амфіктіонією на чолі із Фівами, а пізніше Філіппом ІІ Македонським та фокейцями і їхніми союзниками.

## Передумови
Фокідяни, хоробрий гірський народ, що утворили федерацію — Фокідський союз, займалися землеробством і полюванням, не брали жодної участі у справах Греції і не мали впливу на її інтелектуальне життя. Завдяки своїй хоробрості і заступництву Спарти фокейці зберегли свою незалежність, хоча і порушили проти себе ненависть дельфійців і беотійців. За порадою останніх, дельфійці поскаржилися союзу Амфіктіонії, що фокейці привласнили собі і розорали частина землі Кріси, колись відданої Дельфійському храму. Амфіктіони присудили фокейцям великий штраф, а фокейці відмовилися сплатити його. Тоді амфіктіони постановили, що фокейци «повинні належати храму Дельфійському», іншими словами — стати рабами жерців цього храму.

## Основні події
У цю важку хвилину знайшовся багатий фокеєць Філомел Фокейський, який переконав співгромадян вступити в боротьбу за свою свободу. З грошовою допомогою спартанців вони набрали військо і почали війну, яка тривала 10 років і відрізнялася рідкісним завзяттям. Фокейці захопили скарби Дельфійського храму, озброїли величезне військо і розбили беотійців та афінян. Незначний народ на певний час став панівним в Греції. У нього знайшлися видатні полководці (Філомел, Ономарх та інші), які здобували перемогу за перемогою.
Філіп Македонський скористався негараздами, викликаними Священною війною, і втрутився у справи Греції. За допомогою фессалійців він розбив фокейців у битві на Крокусовому полі і цим відкрив собі дорогу в серце Греції. Один тільки Демосфен розумів небезпеку втручання Філіппа, але його голос залишався гласом волаючого в пустелі. Амфіктіонійський союз, в подяку за допомогу, передав Філіппу два голоси, відібрані у фокейців.

## Підсумки
Фокіду спіткала страшна кара: всі міста були зруйновані і жителям заборонено відновлювати їх, вони мали право жити тільки селами, не більше ніж у 50 дворів. Фокіда спустіла, а мешканці розбрелися в різні боки, залишилися тільки старі та діти. Картина спустошення Фокіди яскравими фарбами намальована Демосфеном. Третя священна війна піднесла Філіппа і знесилила і без того вже слабку Грецію. Тепер Філіппу нічого не варто було захопити грецьку гегемонію, що незабаром і сталося.